# Wet van Dulong en Petit
De wet van Dulong en Petit is een naar Pierre Louis Dulong en Alexis Thérèse Petit genoemde wet, die zegt dat alle vaste stoffen eenzelfde molaire warmtecapaciteit hebben, namelijk
{\displaystyle C_{\mathrm {m} }=3R=25\mathrm {~J\ mol^{-1}K^{-1}} .}
Hierin stelt R de algemene gasconstante voor. Dit verband is voor het eerst getoond in 1819.
De meeste vaste stoffen volgen de wet redelijk goed, alleen diamant heeft een vier keer lagere warmtecapaciteit en voor silicium is de waarde ook lager. De oorzaak van de afwijkingen is dat effecten van kwantummechanica voor die stoffen nog sterk meespelen bij kamertemperatuur.
Als voorbeeld enkele enkelvoudige stoffen:
| Element            | Soortelijke warmte (J/kg.K) | molaire massa (kg/mol) | molaire warmtecapaciteit (J/mol.K) |
| ------------------ | --------------------------- | ---------------------- | ---------------------------------- |
| Antimoon           | 210                         | 0,12176                | 25,57                              |
| Aluminium          | 900                         | 0,026982               | 24,28                              |
| Molybdeen          | 250                         | 0,09594                | 23,99                              |
| Tin                | 227                         | 0,11871                | 26,95                              |
| Zilver             | 235                         | 0,10787                | 25,35                              |
| Uranium            | 120                         | 0,23803                | 27,64                              |
| Silicium           | 710                         | 0,028086               | 19,94                              |
| Diamant (Koolstof) | 502                         | 0,012011               | 6,03                               |

## Referentie
1. ↑  Petit A.-T., Dulong P.-L.: Recherches sur quelques points importants de la Théorie de la Chaleur. In: Annales de Chimie et de Physique 10, 395-413 (1819)